# Riuet del Convent
El Riuet del Convent, o Riera de Gironella, és un riu afluent de la Noguera Ribagorçana. Es forma dins de l'antic terme de Malpàs, i passa després a l'antic terme del Pont de Suert, des del 1970 tots dos agrupats en el municipi actual del Pont de Suert, sempre a l'Alta Ribagorça.
El barranc es forma a prop i al nord-est de la cruïlla entre la carretera N-260 i la LV-5212, que mena al poble de Malpàs, per la unió de dos barrancs: el de de Viu, que ve del sud-est, i el de Malpàs, que procedeix del nord. El Barranc de la Torxida és un barranc afluent del barranc de Malpàs. Es forma dins de l'antic terme de Malpàs, prop del Tossal de Sant Serni, a l'Alta Ribagorça. Al sud de Malpàs s'aboca en el barranc de Malpàs.
El seu curs, força sinuós, emprèn la direcció general sud-oest, i marca una profunda i estreta vall, per la qual discorre la carretera N-260, paral·lela al riu quasi tota l'estona. Poc després de formar-se, rep per la dreta el Canal de la Paga, i ja no en rep cap més de significatiu, a causa de la forma tancada de la vall, que no dona lloc a barrancs gaire destacats i, en canvi, sí molts de petits. S'abocava en la Noguera Ribagorçana a prop i al sud-oest del monestir de Santa Maria de Lavaix, però actualment va a parar a una de les cues del pantà d'Escales, a llevant del monestir que dona nom al riuet.